# فيكتور دومينغو سيلفا
فيكتور دومينغو سيلفا (بالإسبانية: Víctor Domingo Silva)‏ هو كاتب وصحفي ودبلوماسي وشاعر وسياسي تشيلي، ولد في 12 مايو 1882 في تشيلي، وتوفي في 20 أغسطس 1960 في سانتياغو في تشيلي. انتخب عضو مجلس النواب من شيلي.

## روابط خارجية
- فيكتور دومينغو سيلفا على موقع ديسكوغز (الإنجليزية)